# Talca (bướm đêm)
Talca là một chi bướm đêm thuộc họ Geometridae.

## Các loài
- Talca absconda
- Talca incurva